# Opus mixtum

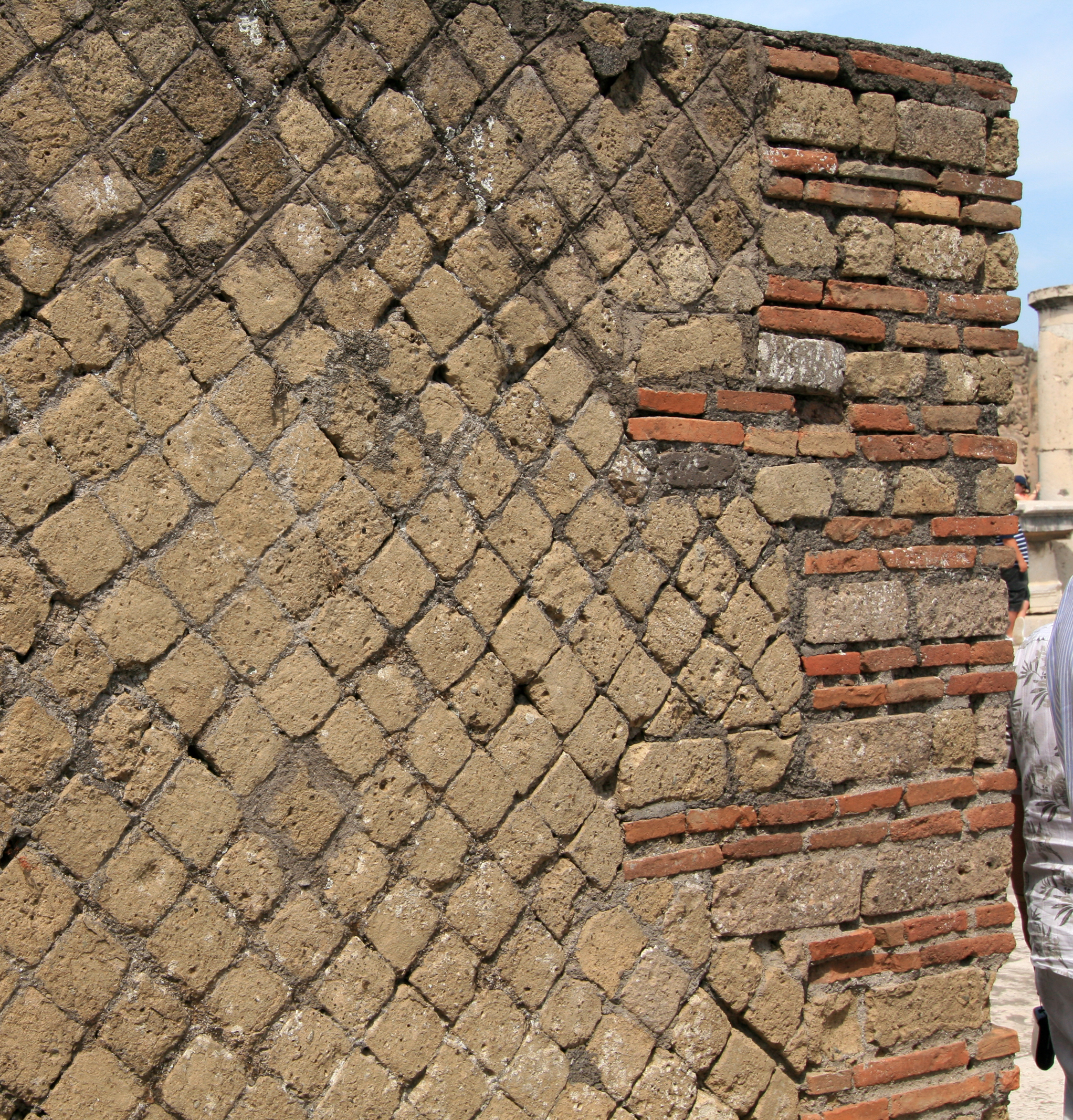
Opus reticulatum met op de hoeken opus vittatum mixtum

Opus mixtum "gemengd werk", soms ook wel opus vagecum of opus compositum genoemd, is een Romeinse betonbouwvorm waarbij twee technieken door elkaar worden gebruikt.

## Beschrijving
Romeinse betonbouw was gietbouw; Romeins beton ofwel opus caementicium werd tussen twee stenen muren of in een houten bekisting gestort. Bij opus mixtum werden twee of meer technieken door elkaar gebruikt. De buitenkanten werden afgewerkt met natuursteen of baksteen, waarna deze vaak werd bepleisterd of bekleed met marmer. Hierdoor was niet meer te zien dat er meerdere technieken door elkaar waren gebruikt.

## Varianten
Niet alle mengvormen hebben een benaming, enkel de bekendste varianten:
- Opus reticulatum mixtum, opus reticulatum met opus latericium.[2]
- Opus testaceum, opus latericium met lagen bipedales.[3]
- Opus vittatum mixtum, opus vittatum met lagen opus latericium.[2]

Varianten zonder naam zijn onder andere opus reticulatum met opus siliceum en opus africanum met opus latericium.

## Fotoreeks

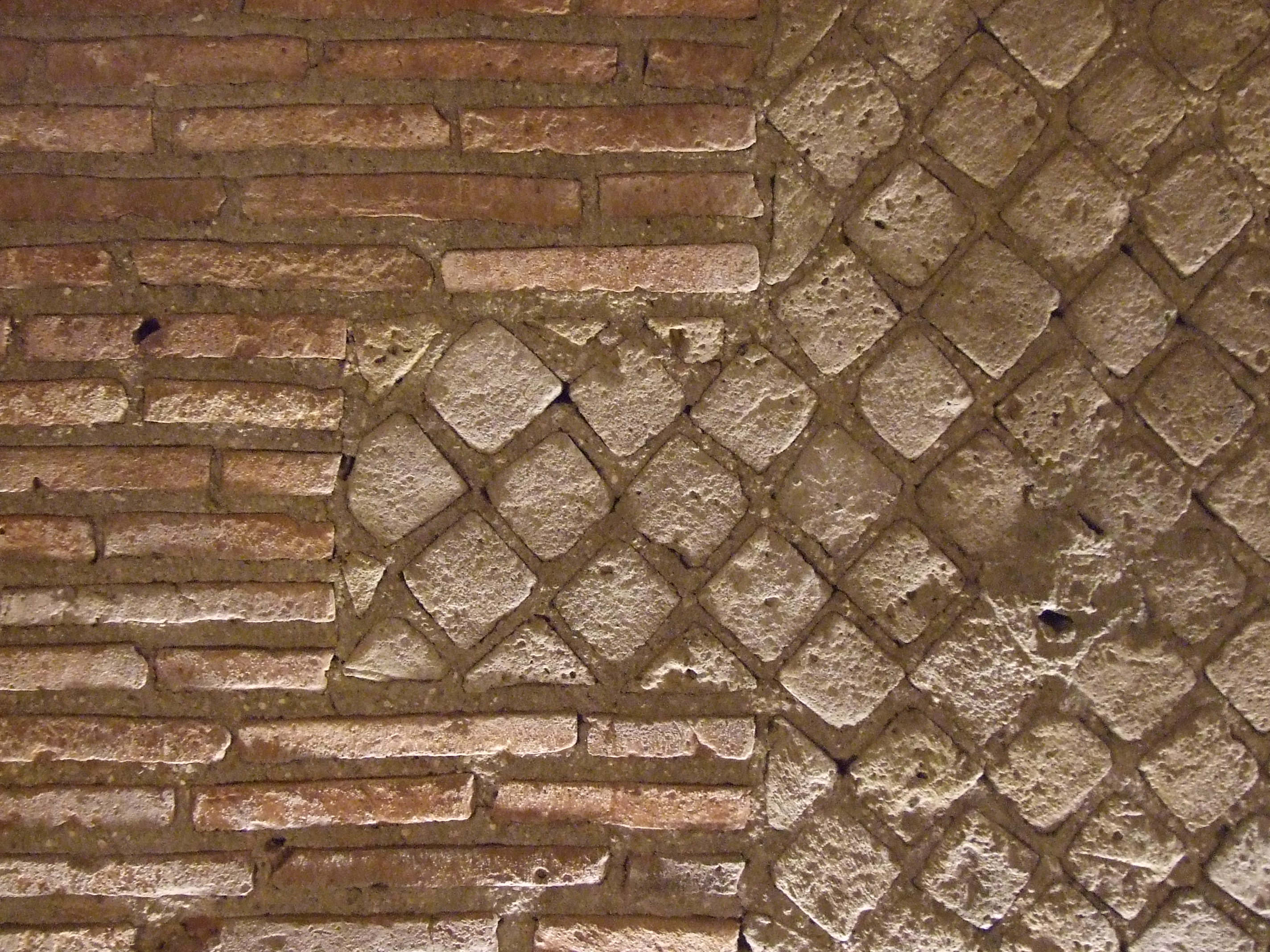
Opus reticulatum mixtum
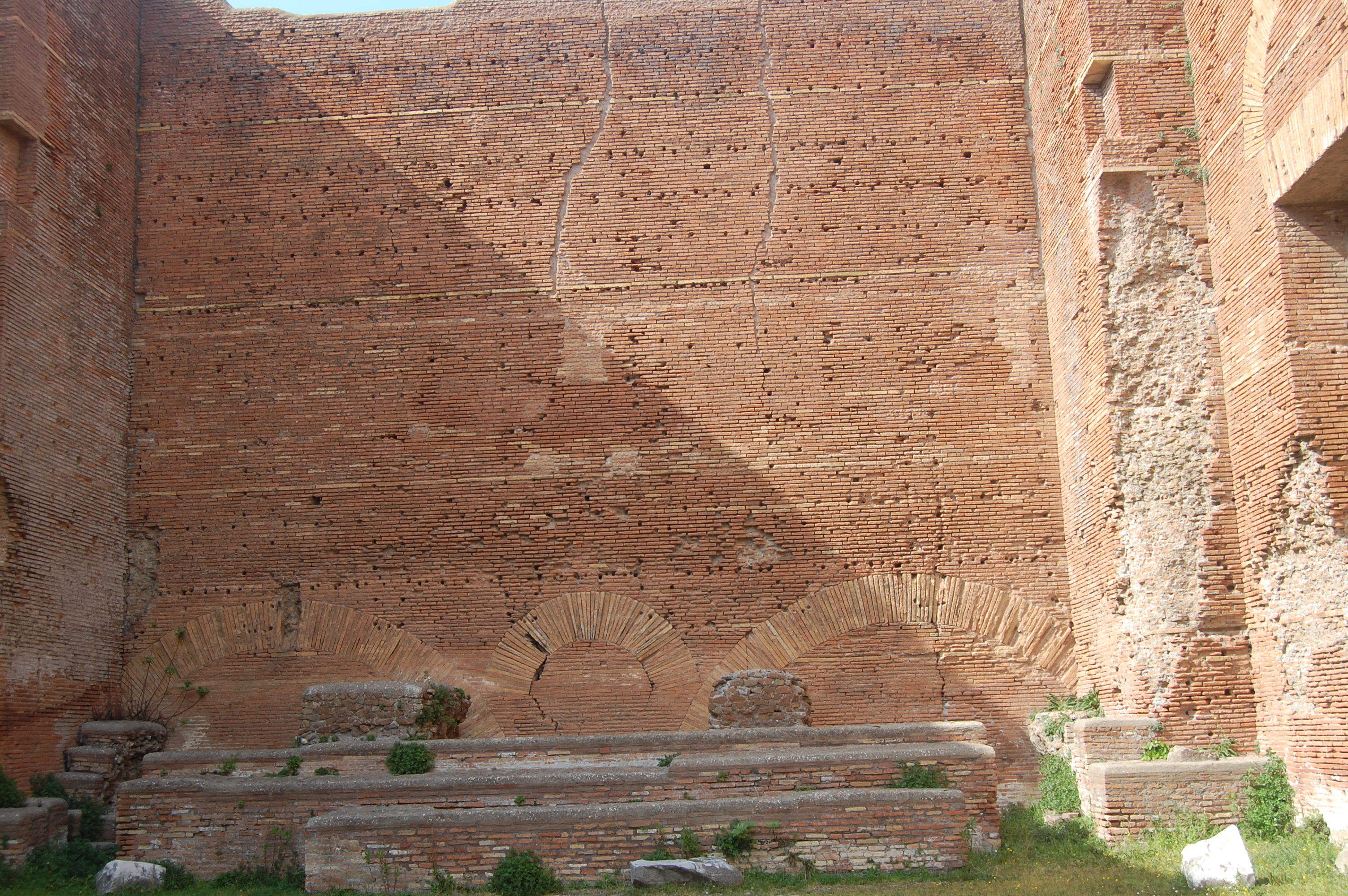
Opus testaceum
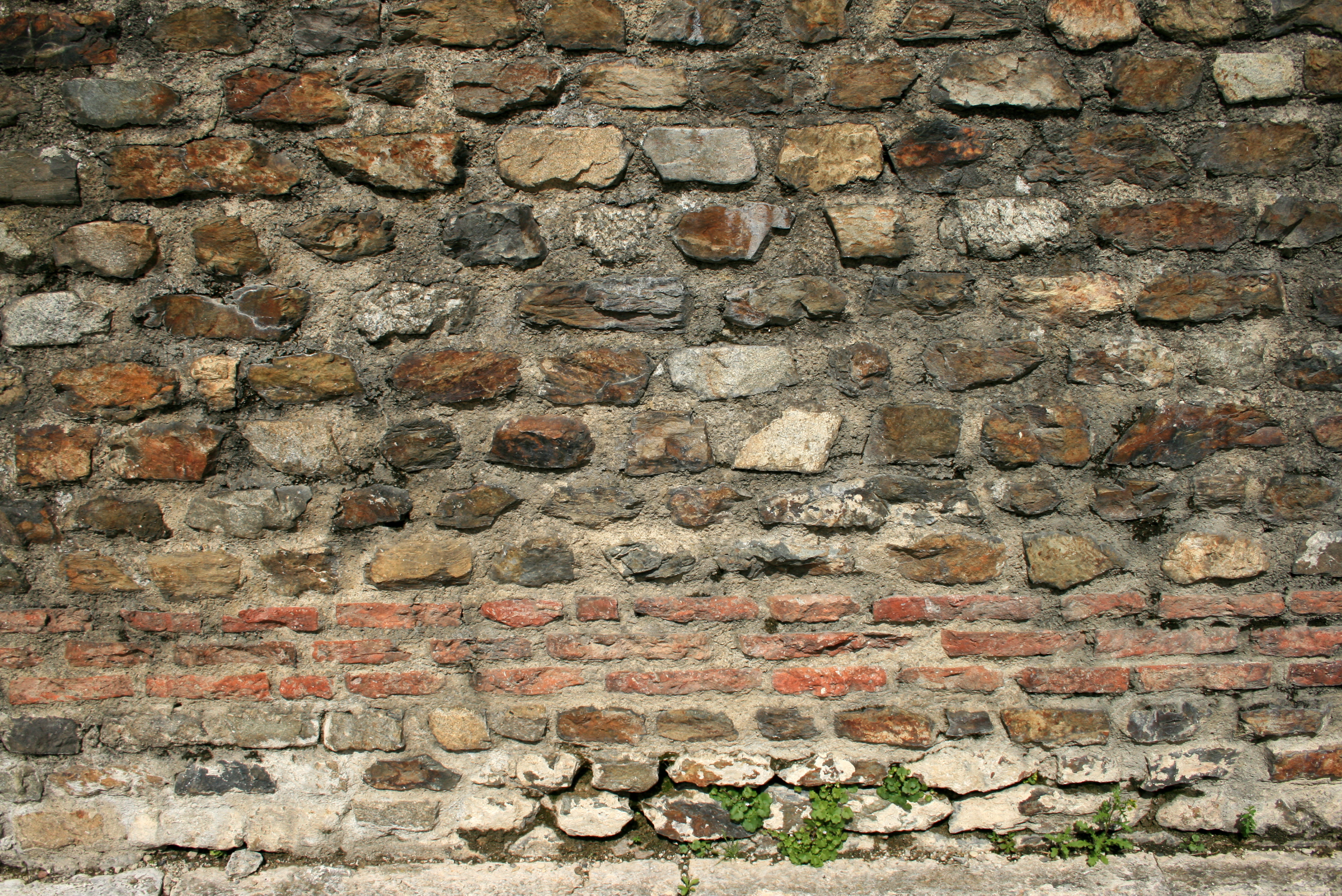
Opus vittatum mixtum
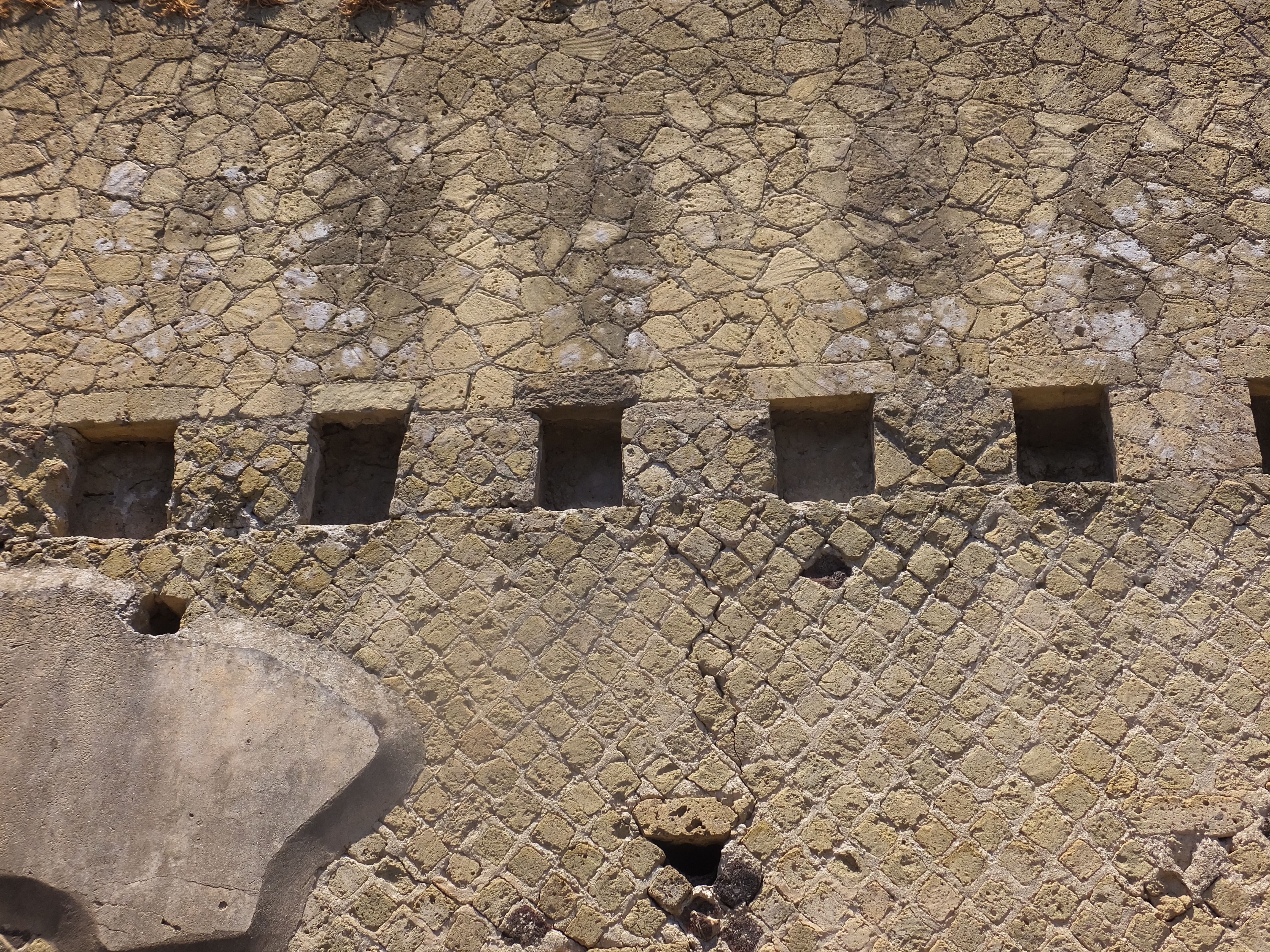
Opus reticulatum met daarboven een laag opus siliceum
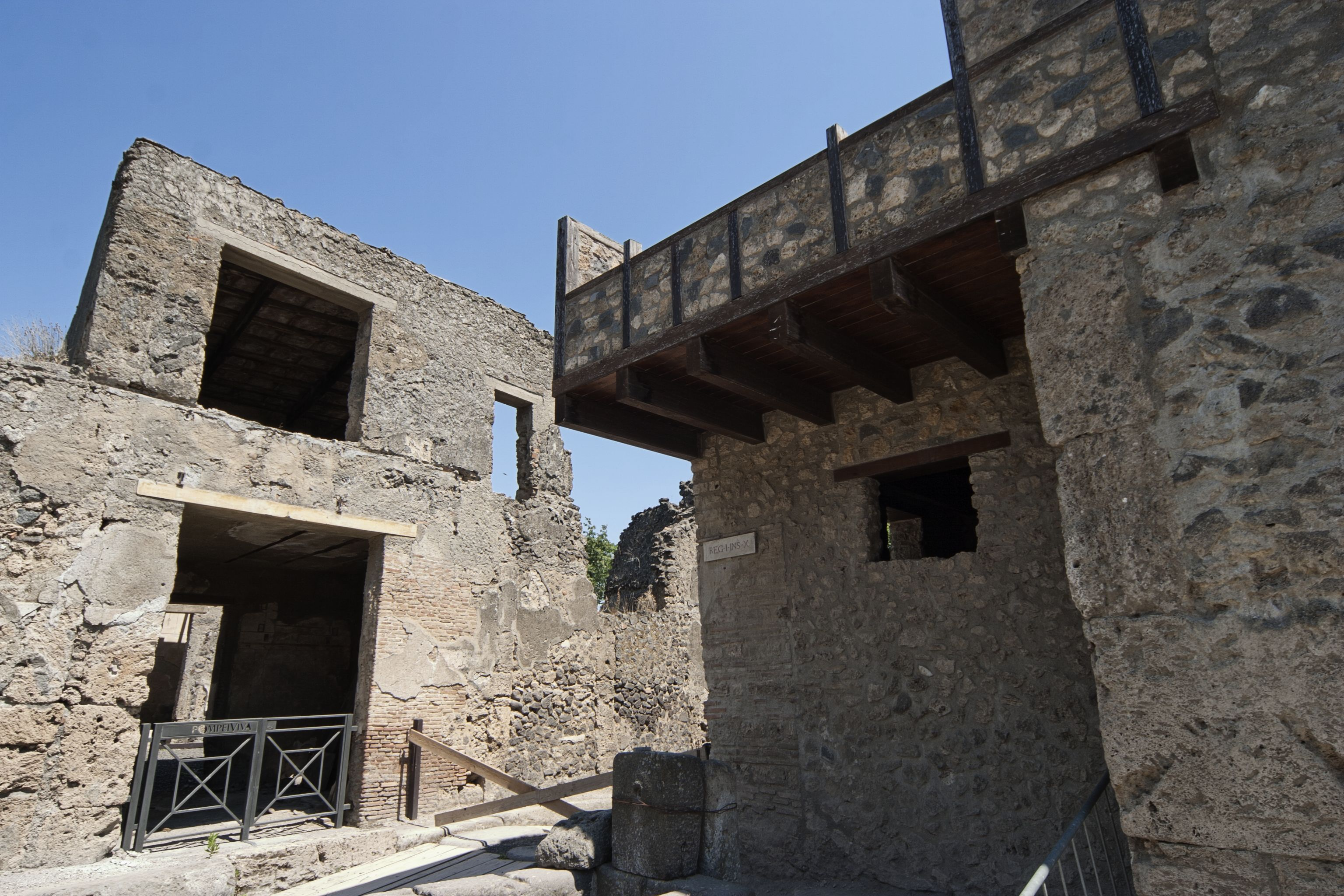
Links: opus latericium met rechts daarvan opus africanum